# Beaucé
Pour les articles homonymes, voir Beaucé (homonymie).
Beaucé est une commune française située dans le département d'Ille-et-Vilaine en région Bretagne, peuplée de 1 289 habitants.

## Géographie
Beaucé se situe à environ 2 km de Fougères. Placée sur la RN 12 (vers Paris), Beaucé est un lieu de passage important des Marches de Bretagne.
|          | Laignelet          |                               |
| Fougères | Beaucé             | Fleurigné, La Chapelle-Janson |
|          | La Selle-en-Luitré |                               |

### Hydrographie
Pour un article plus général, voir Réseau hydrographique d'Ille-et-Vilaine.
La commune est située dans le bassin Loire-Bretagne. Elle est drainée par le Couesnon, la Motte d'Yné, le ruisseau de la Nolière, le ruisseau de la Pichonnais, le ruisseau de Rouyon et le ruisseau des Maladreries,,.
Le Couesnon, d'une longueur de 97 km, prend sa source dans la commune de Saint-Pierre-des-Landes et se jette  dans la Manche au niveau du Mont-Saint-Michel, après avoir traversé 25 communes. 

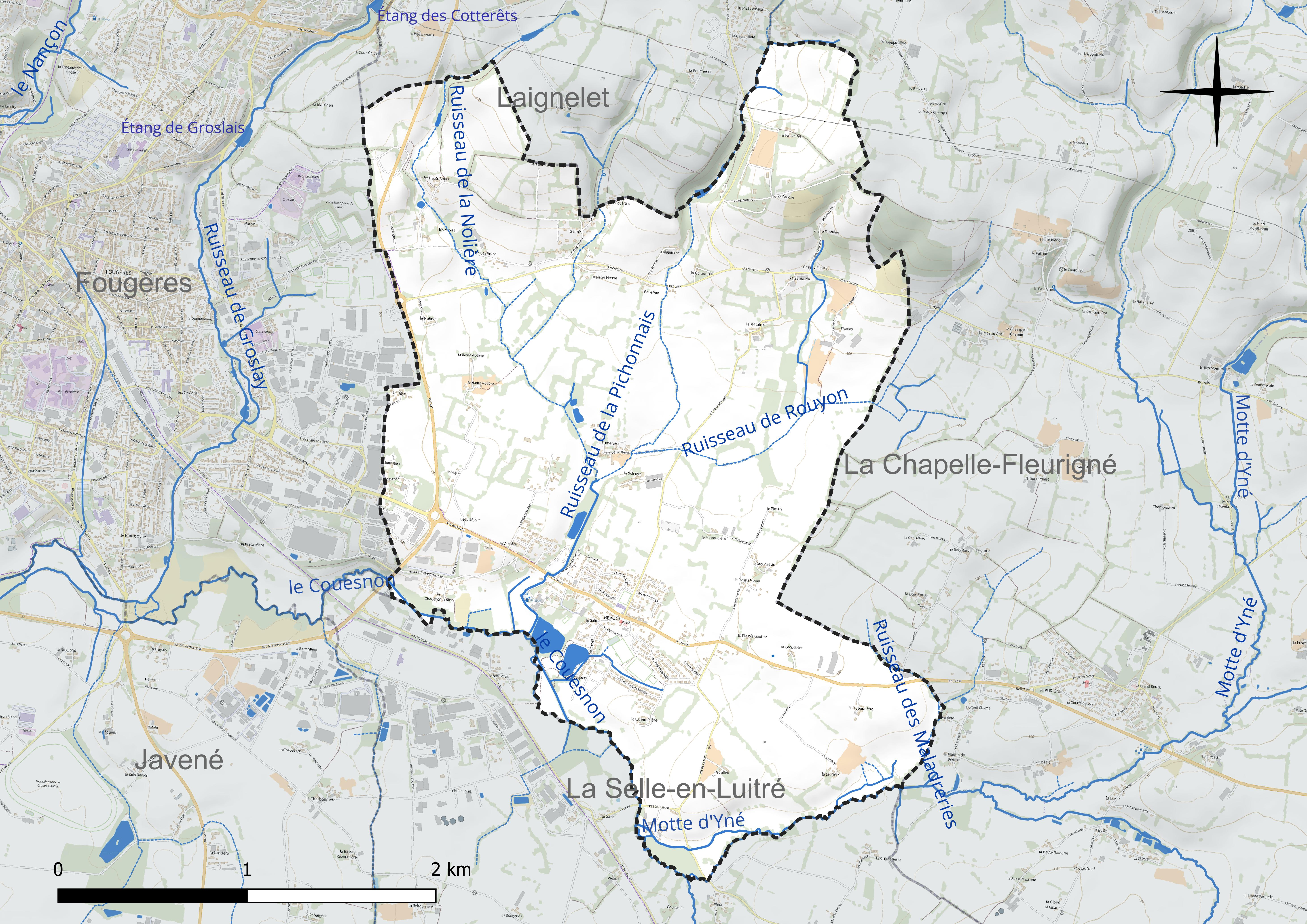
Réseau hydrographique de Beaucé.

La Motte d'Yné, d'une longueur de 12 km, prend sa source dans la commune de Larchamp et se jette  dans le Couesnon sur la commune, après avoir traversé cinq communes. 

### Climat
Pour des articles plus généraux, voir Climat de la Bretagne et Climat d'Ille-et-Vilaine.
En 2010, le climat de la commune est de type climat océanique franc, selon une étude du CNRS s'appuyant sur une série de données couvrant la période 1971-2000. En 2020, Météo-France publie une typologie des climats de la France métropolitaine dans laquelle la commune est exposée à un climat océanique et est dans la région climatique  Bretagne orientale et méridionale, Pays nantais, Vendée, caractérisée par une faible pluviométrie en été et une bonne insolation. Parallèlement l'observatoire de l'environnement en Bretagne publie en 2020 un zonage climatique de la région Bretagne, s'appuyant sur des données de Météo-France de 2009. La commune est, selon ce zonage, dans la zone « Intérieur Est », avec des hivers frais, des étés chauds et des pluies modérées.  
Pour la période 1971-2000, la température annuelle moyenne est de 11,1 °C, avec une amplitude thermique annuelle de 13 °C. Le cumul annuel moyen de précipitations est de 851 mm, avec 13,4 jours de précipitations en janvier et 7,7 jours en juillet. Pour la période 1991-2020, la température moyenne annuelle observée sur la station météorologique la plus proche, située sur la commune de Fougères à 3 km à vol d'oiseau, est de 11,9 °C et le cumul annuel moyen de précipitations est de 939,1 mm,. Pour l'avenir, les paramètres climatiques de la commune estimés pour 2050 selon différents scénarios d'émission de gaz à effet de serre sont consultables sur un site dédié publié par Météo-France en novembre 2022.

## Urbanisme

### Typologie
Au 1er janvier 2024, Beaucé est catégorisée ceinture urbaine, selon la nouvelle grille communale de densité à sept niveaux définie par l'Insee en 2022.
Elle appartient à l'unité urbaine de Fougères, une agglomération intra-départementale regroupant quatre  communes, dont elle est une commune de la banlieue,,. Par ailleurs la commune fait partie de l'aire d'attraction de Fougères, dont elle est une commune de la couronne,. Cette aire, qui regroupe 26 communes, est catégorisée dans les aires de 50 000 à moins de 200 000 habitants,.

### Occupation des sols
L'occupation des sols de la commune, telle qu'elle ressort de la base de données européenne d'occupation biophysique des sols Corine Land Cover (CLC), est marquée par l'importance des territoires agricoles (90,2 % en 2018), en diminution par rapport à 1990 (94,2 %). La répartition détaillée en 2018 est la suivante : 
terres arables (35 %), prairies (28,9 %), zones agricoles hétérogènes (26,3 %), zones urbanisées (6,7 %), zones industrielles ou commerciales et réseaux de communication (3 %). L'évolution de l'occupation des sols de la commune et de ses infrastructures peut être observée sur les différentes représentations cartographiques du territoire : la carte de Cassini (XVIIIe siècle), la carte d'état-major (1820-1866) et les cartes ou photos aériennes de l'IGN pour la période actuelle (1950 à aujourd'hui).

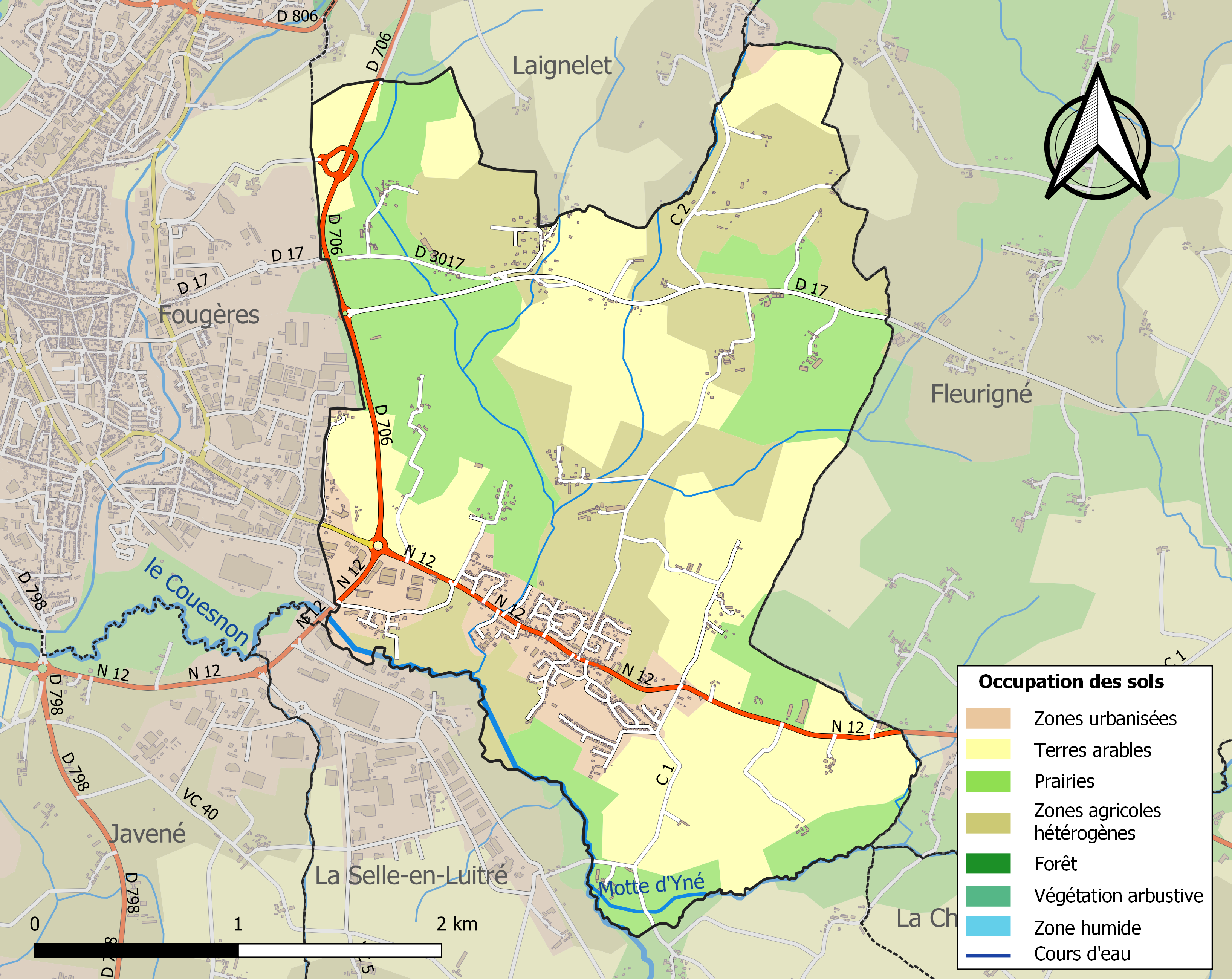
Carte des infrastructures et de l'occupation des sols de la commune en 2018 (CLC).

## Toponymie
Attestations anciennes, :
- Beleiaco, Balaciaco, Belliciaco (VIe siècle)
- Belceacum (XIe siècle)
- Belceium (XIIe siècle)
- Ecclesia de Beauxeio (XVe siècle)
- Beauceyum (1516)

Étymologie :
Il s'agit d'un dérivé en -acum, probablement formé sur un nom de personne gaulois, dont l'étymologie reste inconnue. Le lien avec le nom de la Beauce (du gaulois *belsa : « champ ») n'est pas évident. Il serait plus vraisemblable d'y voir, comme dans Beauche (Eure-et-Loir), un « domaine de Bel(i)cos ».

## Histoire

### Révolution française
Le 24 floréal an II (13 mai 1794), Antoine de la Hubaudière, célèbre faïencier de Quimper, est tué par des Chouans alors qu'il traversait le petit bourg de Beaucé.

## Héraldique
| Blason de Beaucé | Blason  | D'argent à l'aigle de sable becqué et membré de gueules, à la cotice (bande) d'or brochant sur le tout. |
| Blason de Beaucé | Détails | Le statut officiel du blason reste à déterminer.                                                        |

## Politique et administration

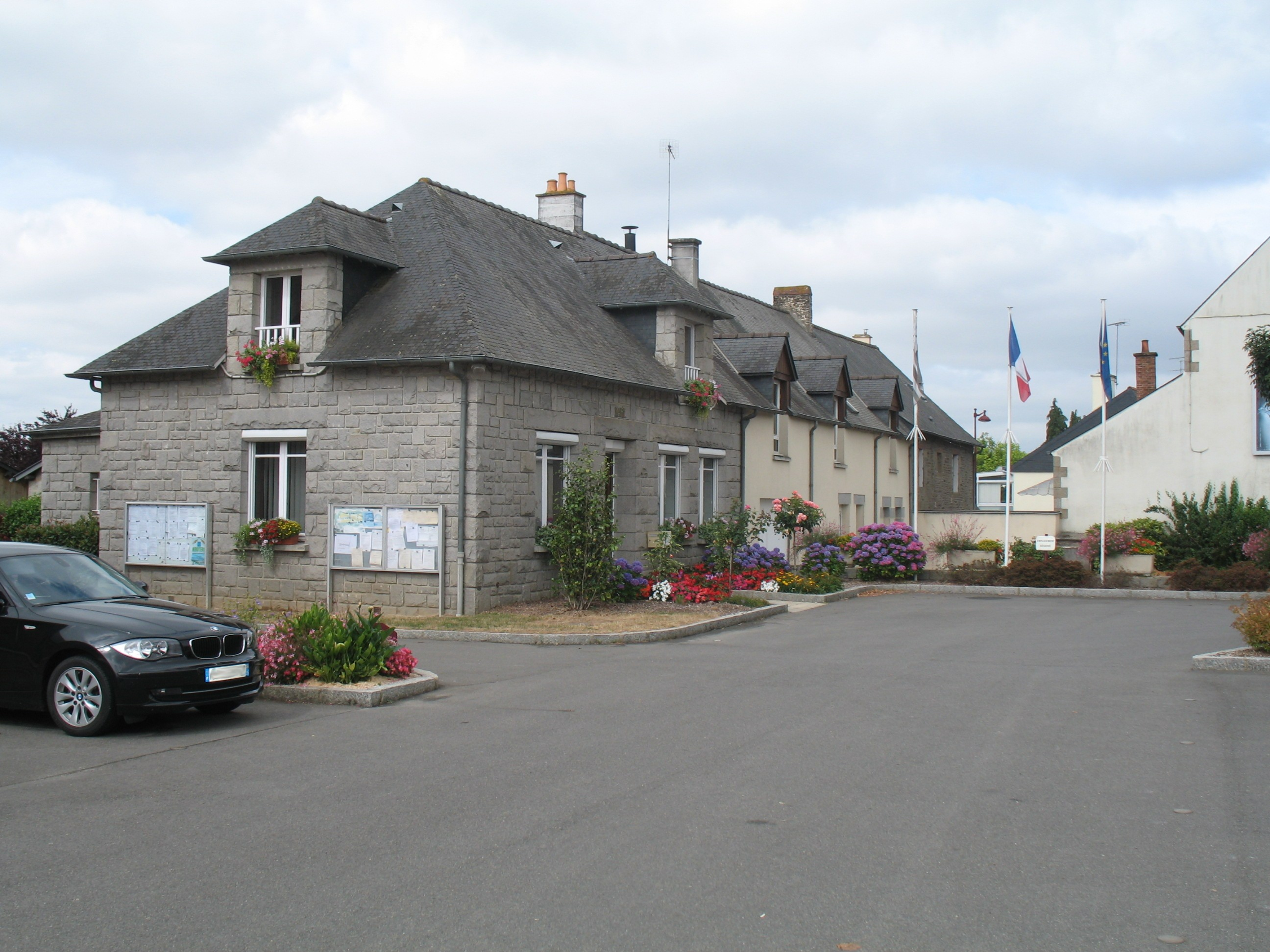
La mairie.

| Période                                  | Période     | Identité          | Étiquette | Qualité             |
| ---------------------------------------- | ----------- | ----------------- | --------- | ------------------- |
| 1965                                     | mars 2008   | Marcel Guidecoq   |           |                     |
| mars 2008                                | 28 mai 2020 | Jean-Louis Lagrée | DVD       | Agent technique     |
| 28 mai 2020                              | En cours    | Stéphane Idlas    |           | Chirurgien-dentiste |
| Les données manquantes sont à compléter. |             |                   |           |                     |

## Démographie
L'évolution du nombre d'habitants est connue à travers les recensements de la population effectués dans la commune depuis 1793. Pour les communes de moins de 10 000 habitants, une enquête de recensement portant sur toute la population est réalisée tous les cinq ans, les populations de référence des années intermédiaires étant quant à elles estimées par interpolation ou extrapolation. Pour la commune, le premier recensement exhaustif entrant dans le cadre du nouveau dispositif a été réalisé en 2007.
En 2022, la commune comptait 1 289 habitants, en évolution de −3,95 % par rapport à 2016 (Ille-et-Vilaine : +5,46 %, France hors Mayotte : +2,11 %).
| 1793 | 1800 | 1806 | 1821 | 1831 | 1836 | 1841 | 1846 | 1851 |
| ---- | ---- | ---- | ---- | ---- | ---- | ---- | ---- | ---- |
| 484  | 473  | 490  | 462  | 480  | 460  | 499  | 450  | 450  |

| 1856 | 1861 | 1866 | 1872 | 1876 | 1881 | 1886 | 1891 | 1896 |
| ---- | ---- | ---- | ---- | ---- | ---- | ---- | ---- | ---- |
| 425  | 402  | 410  | 410  | 452  | 471  | 462  | 453  | 445  |

| 1901 | 1906 | 1911 | 1921 | 1926 | 1931 | 1936 | 1946 | 1954 |
| ---- | ---- | ---- | ---- | ---- | ---- | ---- | ---- | ---- |
| 430  | 450  | 483  | 511  | 667  | 766  | 725  | 726  | 384  |

| 1962 | 1968 | 1975 | 1982 | 1990  | 1999  | 2006  | 2007  | 2012  |
| ---- | ---- | ---- | ---- | ----- | ----- | ----- | ----- | ----- |
| 377  | 400  | 632  | 974  | 1 055 | 1 056 | 1 148 | 1 161 | 1 283 |

| 2017  | 2022  | - | - | - | - | - | - | - |
| ----- | ----- | - | - | - | - | - | - | - |
| 1 365 | 1 289 | - | - | - | - | - | - | - |

## Lieux et monuments
- Église Saint-Martin. Elle présente un plan en croix latine à chevet plat. D'origine romane (deux baies sont visibles dans le mur nord), l'édifice a été presque entièrement reconstruite au XVIIe siècle. Les fonts baptismaux du XVe siècles sont classés à titre d'objet monument historique en 1907[32].

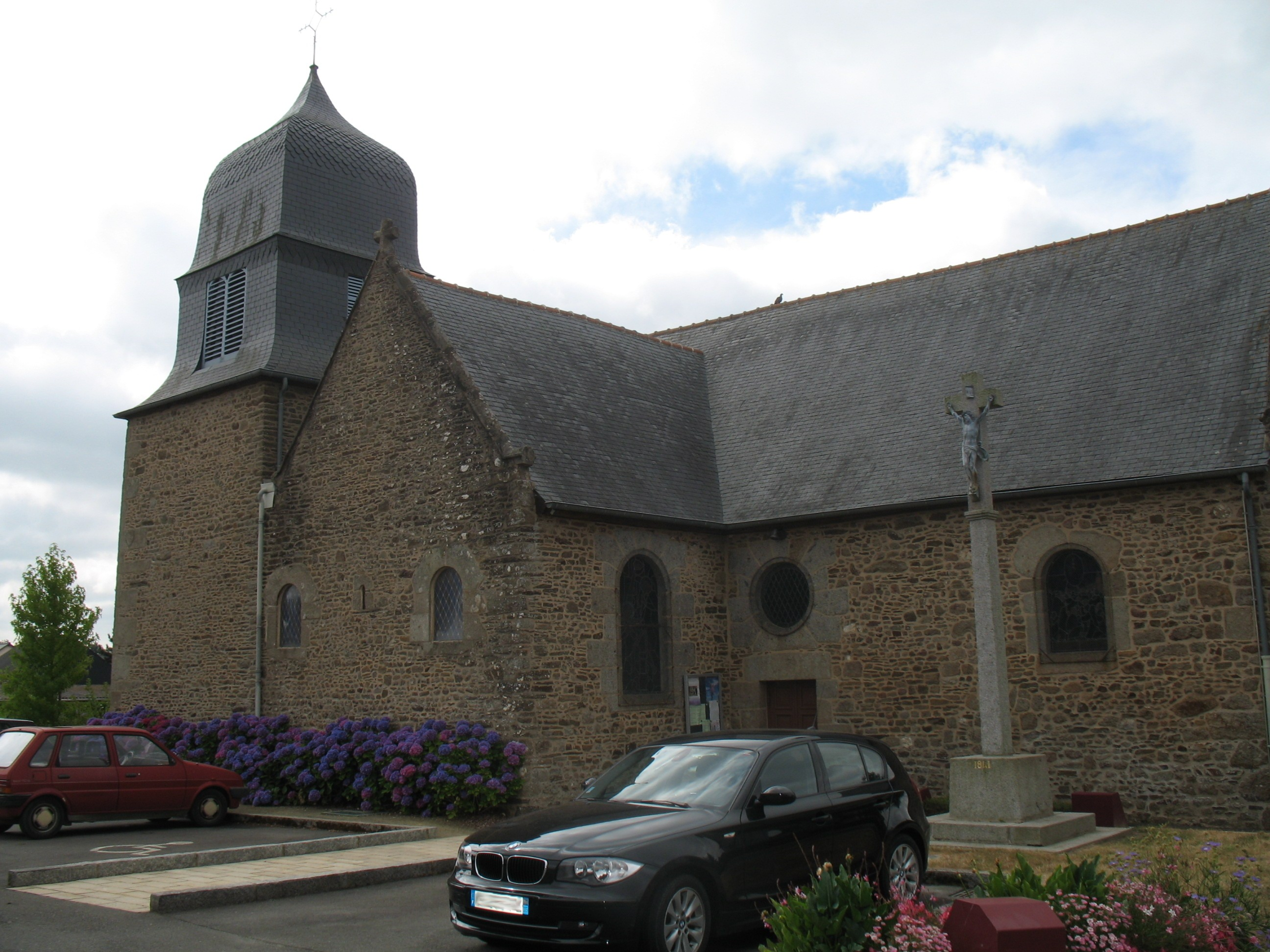
L'église Saint-Martin (XVIIe siècle).
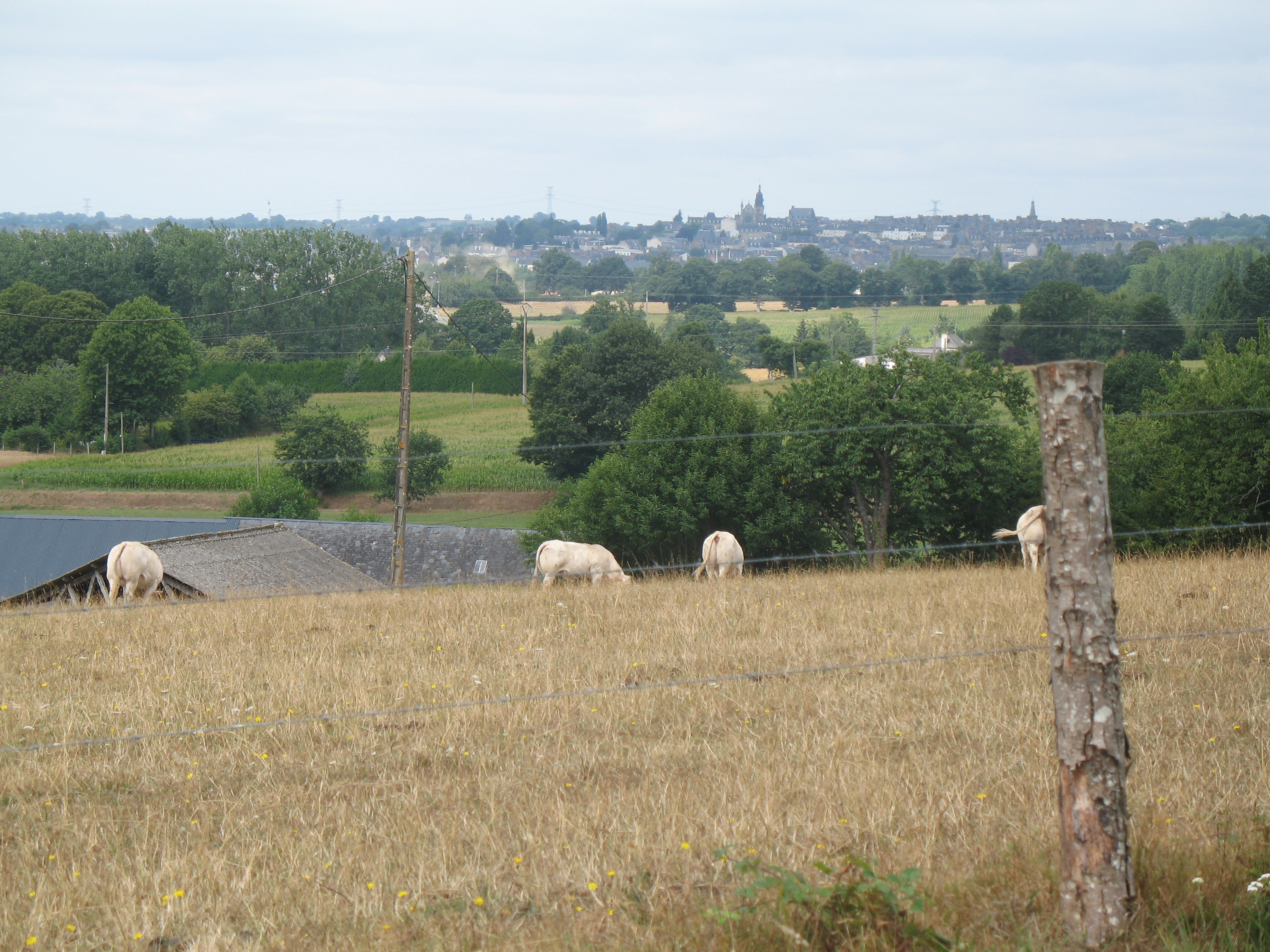
Vue sur Fougères depuis les hauteurs de Beaucé.

## Personnalités liées à la commune
Rémi Martin : Acteur français 

Yvon Martin: Acteur français